# لوفانغ
لوفانغ (陆丰市) والمعروفة أيضًا باسم لوك فونغ باللهجة الكانتونية، هي مدينة صينية تقع جنوب شرق مقاطعة غوانغدونغ، وتدار كجزء من مدينة شانوي على مستوى المحافظة. تقع على الساحل الرئيسي لبحر الصين الجنوبي شرق هونغ كونغ.

## المناخ
يظهر الجدول التالي التغييرات المناخية على مدار السنة للوفانغ:
| البيانات المناخية لـلوفانغ                       | البيانات المناخية لـلوفانغ | البيانات المناخية لـلوفانغ | البيانات المناخية لـلوفانغ | البيانات المناخية لـلوفانغ | البيانات المناخية لـلوفانغ | البيانات المناخية لـلوفانغ | البيانات المناخية لـلوفانغ | البيانات المناخية لـلوفانغ | البيانات المناخية لـلوفانغ | البيانات المناخية لـلوفانغ | البيانات المناخية لـلوفانغ | البيانات المناخية لـلوفانغ | البيانات المناخية لـلوفانغ |
| الشهر                                            | يناير                      | فبراير                     | مارس                       | أبريل                      | مايو                       | يونيو                      | يوليو                      | أغسطس                      | سبتمبر                     | أكتوبر                     | نوفمبر                     | ديسمبر                     | المعدل السنوي              |
| ------------------------------------------------ | -------------------------- | -------------------------- | -------------------------- | -------------------------- | -------------------------- | -------------------------- | -------------------------- | -------------------------- | -------------------------- | -------------------------- | -------------------------- | -------------------------- | -------------------------- |
| الدرجة القصوى °م (°ف)                            | 28.7 (83.7)                | 29.4 (84.9)                | 30.2 (86.4)                | 32.5 (90.5)                | 34.1 (93.4)                | 36.0 (96.8)                | 37.8 (100.0)               | 37.0 (98.6)                | 36.6 (97.9)                | 34.7 (94.5)                | 32.7 (90.9)                | 29.3 (84.7)                | 37.8 (100.0)               |
| متوسط درجة الحرارة الكبرى °م (°ف)                | 19.9 (67.8)                | 19.7 (67.5)                | 21.9 (71.4)                | 25.5 (77.9)                | 28.5 (83.3)                | 30.5 (86.9)                | 31.9 (89.4)                | 32.1 (89.8)                | 31.2 (88.2)                | 29.2 (84.6)                | 25.9 (78.6)                | 21.7 (71.1)                | 26.5 (79.7)                |
| المتوسط اليومي °م (°ف)                           | 14.7 (58.5)                | 15.2 (59.4)                | 17.9 (64.2)                | 21.7 (71.1)                | 25.0 (77.0)                | 27.3 (81.1)                | 28.4 (83.1)                | 28.3 (82.9)                | 27.1 (80.8)                | 24.3 (75.7)                | 20.5 (68.9)                | 16.2 (61.2)                | 22.2 (72.0)                |
| متوسط درجة الحرارة الصغرى °م (°ف)                | 11.3 (52.3)                | 12.4 (54.3)                | 15.1 (59.2)                | 19.1 (66.4)                | 22.3 (72.1)                | 24.8 (76.6)                | 25.5 (77.9)                | 25.4 (77.7)                | 24.1 (75.4)                | 20.9 (69.6)                | 16.8 (62.2)                | 12.5 (54.5)                | 19.2 (66.5)                |
| أدنى درجة حرارة °م (°ف)                          | 2.6 (36.7)                 | 3.9 (39.0)                 | 2.8 (37.0)                 | 9.6 (49.3)                 | 14.4 (57.9)                | 18.6 (65.5)                | 21.8 (71.2)                | 21.7 (71.1)                | 17.9 (64.2)                | 11.6 (52.9)                | 6.2 (43.2)                 | 1.0 (33.8)                 | 1.0 (33.8)                 |
| الهطول مم (إنش)                                  | 29.6 (1.17)                | 63.6 (2.50)                | 112.9 (4.44)               | 158.5 (6.24)               | 262.9 (10.35)              | 440.1 (17.33)              | 329.6 (12.98)              | 352.9 (13.89)              | 199.8 (7.87)               | 34.1 (1.34)                | 26.6 (1.05)                | 28.3 (1.11)                | 2٬038٫9 (80.27)            |
| متوسط الرطوبة النسبية (%)                        | 73                         | 78                         | 82                         | 83                         | 84                         | 86                         | 84                         | 84                         | 80                         | 74                         | 71                         | 69                         | 79                         |
| المصدر: China Meteorological Data Service Center |                            |                            |                            |                            |                            |                            |                            |                            |                            |                            |                            |                            |                            |